# Alice Marble

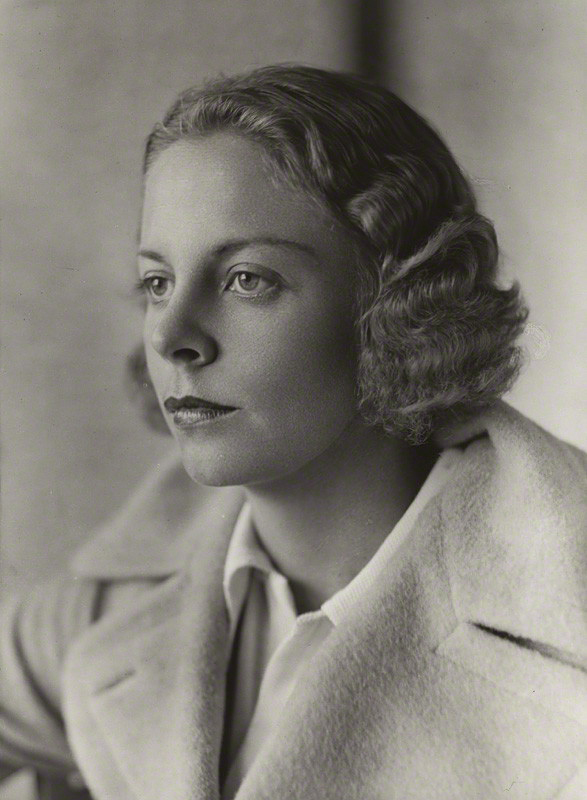
Alice Marble (1937)

Alice Marble, född 28 september 1913 i Beckwourth, Plumas County, Kalifornien, död 13 december 1990 i Palm Springs, Kalifornien, var en amerikansk tennisspelare. Alice Marble rankades bland världens tio bästa kvinnliga amatörspelare vid flera tillfällen under perioden 1933-39, säsongen 1939 som världsetta. Under de sista åren av sin amatörkarriär, särskilt 1939 och 1940, var hon i det närmaste oslagbar och vann nio turneringar med 45-0 i matchfacit.
Alice Marble upptogs 1964 i International Tennis Hall of Fame.

## Tenniskarriären
Alice Marble vann säsongen 1936 sin första Grand Slam-titel i tennis då hon i Amerikanska mästerskapen vann singelfinalen över Helen Jacobs (4-6, 6-3, 6-2). I samma tävling vann hon också mixed dubbel-titeln. Marble hade då just återhämtat sig från en längre sjukdomsperiod som debuterat 1933 då hon i mycket stark hetta spelade final i både singel och dubbel i en lokal tennisturnering. När tävlingsdagen var avslutad och Marble skulle lämna arenan, föll hon medvetslös ihop. Man konstaterade att Marble hade hög feber och hon fick diagnosen solsting. Hon återhämtade sig långsamt, och kunde 1934 delta i förberedande träning inför Wightman Cup, en årlig turnering mellan kvinnliga lag från USA och Storbritannien. Den avslutande träningen hölls i Paris. Under ett av träningspassen där kollapsade Marble och fick åter föras till sjukhus. Man konstaterade en inflammation i lungsäcken och ställde diagnosen tuberkulos och anemi. En vidare karriär som tennisspelare ansågs därmed som utesluten, och hemkommen till USA lades hon in på ett sanatorium. Hon stannade där några månader utan att påtagligt förbättras. Till slut lämnade hon på eget bevåg sanatoriet, sökte upp sin ordinarie läkare, som på nytagna lungröntgenbilder konstaterade tecken till genomgången utläkt, men inte aktuell tuberkulos. 
År 1936 var Alice Marble återställd och återupptog sin tenniskarriär. Hon var redan från början vid sin come-back i god form. Till sina titlar i Amerikanska mästerskapen 1936 lade hon 1937 dubbeltiteln som hon vann i par med Sarah Palfrey. De två vann dubbeltiteln tillsammans även de följande tre åren. År 1938 vann Marble en "triple crown" i Amerikanska mästerskapen, det vill säga seger i singel, dubbel och mixed dubbel. Hon upprepade bedriften 1939 och 1940. Singeltiteln i Amerikanska mästerskapen 1939 och 1940 vann hon genom finalsegrar över Helen Jacobs. Sina mixed dubbeltitlar i turneringen vann hon tillsammans med Donald Budge, Harry Hopman och Bobby Riggs.
Alice Marble vann 1939 singeltiteln i Wimbledonmästerskapen (finalbesegrade engelskan Kay Stammers, 6-2, 6-0). Hon vann också dubbel- och mixed dubbel-titlarna och vann således en triple crown också i detta mästerskap. 
Marble deltog i det amerikanska laget i Wightman Cup 1933, 1937-39 och förlorade totalt endast två av sina matcher.
Säsongen 1941 spelade hon i Bill Tildens proffscirkus.

## Spelaren och personen
Alice Marble var jordbrukardotter som började spela tennis vid 13 års ålder tillsammans med sin bror Don, som gav henne en tennisracket i present. Hon kom att tillhöra pionjärerna för kvinnlig krafttennis före andra världskriget, och spelade ett attackerande serve-volley-spel som dittills bara använts av manliga elitspelare som Donald Budge och Ellsworth Vines. Hennes serve var mycket hård och skruvad. Hennes grundslag var dock inte av samma klass som hennes serve, smash och volley.
Som person har hon beskrivits som lugn, närmast kylig på tennisbanan. 
Hon blev av journalister framröstad som årets idrottskvinna i USA 1939 och 1940.
Under andra världskriget spelade hon uppvisningsmatcher för amerikanska soldater inom USA. Hon gav också ut autobiografin "Courting Danger". Hon berättar där att hon 1945 på amerikanska regeringens uppdrag sändes till Schweiz för att vid krigsslutet spionera på tyska nazisters förehavanden.
Genom personligt ingripande lyckades Alice Marble beveka det amerikanska tennisförbundet att låta den färgade spelaren Althea Gibson spela i US Open.

## Grand Slam-titlar, singel
| År   | Mästerskap                   | Finalmotståndare    | Setsiffror     |
| 1936 | Amerikanska mästerskapen     | Helen Hull Jacobs   | 4-6, 6-3, 6-2  |
| 1938 | Amerikanska mästerskapen (2) | Nancye Wynne Bolton | 6-0, 6-3       |
| 1939 | Wimbledonmästerskapen        | Kay Stammers        | 6-2, 6-0       |
| 1939 | Amerikanska mästerskapen (3) | Helen Hull Jacobs   | 6-0, 8-10, 6-4 |
| 1940 | Amerikanska mästerskapen(4)  | Helen Hull Jacobs   | 6-2, 6-3       |

## Övriga Grand Slam-titlar
- Wimbledonmästerskapen
  - Dubbel - 1938, 1939
  - Mixed dubbel - 1937, 1938, 1939
- Amerikanska mästerskapen
  - Dubbel - 1937, 1938, 1939, 1940
  - Mixed dubbel - 1936, 1938, 1939, 1940